# Pippa Funnell
Pippa Funnell, född 7 oktober 1968 i Crowborough i East Sussex, är en brittisk fälttävlansryttare. 2003 blev hon den första ryttare någonsin att vinna Rolex Grand Slam of Eventing, vilket innebär att man skall vinna det tre tävlingarna Badminton Horse Trials, Burghley Horse Trials och Rolex Kentucky Three Day under ett år. Alla dessa tävlingar går på den högsta svårighetsnivån CCI****.

## Placeringar
- 3:a Europamästerskapen i fälttävlan 2003 i Punchestown, Irland på Walk on Star[1]
- 1:a Europamästerskapen i fälttävlan 2001 i Pau, Frankrike på Supreme Rock[1]
- 1:a Europamästerskapen i fälttävlan 1999 i Luhmühlen, Tyskland på Supreme Rock[1]